# Эйселин, Урс
Урс Эйселин (нем. Urs Eiselin, род. 8 августа 1976 года, Зарнен, Швейцария) — швейцарский сноубордист, специализировавшийся в параллельном слаломе и параллельном гигантском слаломе.
- Серебряный призёр Чемпионата мира (2005);
- Многократный призёр и победитель этапов Кубка мира;
- Серебряный призёр общего зачёта Кубка мира в параллельных дисциплинах (2004/05);
- Бронзовый призёр общего зачёта Кубка мира в параллельных дисциплинах (2003/04);
- Бронзовый призёр этапа Кубка Европы;
- Многократный призёр Чемпионатов Швейцарии.